# 野々原なずな
野々原 なずな（ののはら なずな、1997年11月15日 - ）は、2010年代から活動する日本の漫画家、コスプレイヤー、元AV女優である。

## 経歴
小中学生時代、おもにイラストを描き上げるニコ生配信者として活動。中学時代より胸が大きくなり、猫背の原因ともなったことで高校卒業までコンプレックスとして過ごす。以後は図書委員。高校時代は美術部（油絵）。空いた時間にはイラストを描いて過ごしていたという。「それしかしていないくらい、ずっと学校でも家でも絵をかいてました」。
胸を隠すようにダボダボの服を着ていたが、スマホで胸のきれいな女性を見たときに『すごい』と思い、引っ込み思案な性格を直したいとアダルトビデオ出演を決意。
2019年6月18日、自身のTwitterで7月にてSODクリエイト・青春時代の卒業、今後は企画単体として活動する事を発表。
AVデビュー以降、NAX所属であったが2019年10月10日をもって契約解除。以降は個人で受けていた漫画などの仕事以外はキャンセルとなった。10月24日、ティーパワーズへの事務所移籍を発表。
2020年4月9日、自身初の商業漫画単行本を発売。
2020年4月28日、契約解除による事務所退所を発表。AV女優業を引退。
2020年6月19日、講談社・ミスiD2021にエントリー。カメラテスト進出。10月3日、セミファイナリスト進出。11月20日、ミスiDファイナリスト進出。
2021年11月よりVtuber・野乃のはらとして活動開始。同年12月17日に結婚を発表。2022年2月11日、入籍を発表。

## 人物
漫画好きであり、学生時代より同人活動をしていた。高校時代には四コマ漫画家としての活動歴がある。イラストは父親が青年誌読者で持ち帰っていたため、よく模写しており、自身も少しエッチな少年漫画のファンだった。のちに成年コミックスや同人誌にも手を広げ、自らも執筆するようになる。2018年現在はすべてデジタルで執筆しており、使用ソフトはCLIP STUDIO PAINT EX、SAIなど。
尊敬するエロ漫画家は、みなすきぽぷり、知るかバカうどん、クジラックス、種乃なかみ。
芸名は好きな漫画キャラクターの一つである野原しんのすけの苗字からとられ、マネージャーサイドが字画占いをした結果、これでいこうと名づけられた。漫画『ピンクなきみにブルーなぼく』ヒロインと同名になったのは偶然。
ニックネームは「クレヨンののちゃん」で本庄鈴が命名。

## 作品

### 漫画
- カワイイお兄ちゃんは正義!?（芳文社、「まんがタイムジャンボ」2015年10月号 - 2016年3月号） - かるにん名義
- 学校じゃできないこと（新潮社、「月刊コミックバンチ」2019年7月号）[24]
- 男性恐怖症だった私がAV女優になるまでの話（ビーグリー、新潮社「まんが王国・ウツツ」2019年6月14日 ‐ 、）[25][26]　バンチコミックス・既刊1巻

### イラスト
- 「先生、学校でしようよ！」オリジナル制服デザイン（2020年、DMMGAMES）[27]

### アダルトビデオ

#### 「SODクリエイト」専属期間

##### 2018年
- 「まだまだコドモだね」って言われるけど、制服の中のカラダは早くオトナになりたがってるんです。野々原なずなSOD専属AVデビュー（11月8日、SODクリエイト・青春時代）
- 「まだまだコドモだね」って言われるけど、制服の中のカラダは早くオトナになりたがってるんだ― 野々原（ののはら）なずな 19歳 門限までの10時間 (12月6日、SODクリエイト・青春時代)
- 野々原なずな 大きすぎる胸がコンプレックス あどけない童顔少女 デビュー前の未公開初SEX（12月28日、SODクリエイト）※配信のみ

#### 2019年
- 野々原なずな 19歳 おじさんと体液交換 接吻、舐めあい、唾飲みせっくす (1月24日、SODクリエイト・青春時代)
- 最初で最高の校則違反 学校で中出し解禁 「まだまだコドモだね」って言われるけど、制服の中のカラダは早くオトナになりたがってるんだ― 野々原なずな 19歳 (2月7日、SODクリエイト・青春時代)
- 大量ぶっかけ解禁 計51発 野々原なずな 真っ白になる。 休日の静かな学校、門限までひたすらドロドロの白濁ザーメンで汚され続ける (3月7日、SODクリエイト・青春時代)
- 野々原なずな×小泉ひなた SODstar×青春時代 Wキャスト 大好きな先輩を幼馴染2人でご奉仕 夢の逆3P学園[28] (4月11日、SODクリエイト・青春時代)
- 小泉ひなた×野々原なずな SODstar×青春時代 Wキャスト 激ピスが止まらない幼馴染の絶倫おにいちゃんに犯され続けるニコイチ巨乳[28] (4月11日、SODクリエイト・SOD Star)
- 【2018年10月】 野々原（ののはら）なずな デビュー3本目に起きた撮影の一部始終 中学時代の恩師と性交 (5月9日、SODクリエイト・青春時代)
- 青春のごっくん解禁!! 授業では教えてくれなかったんだ 精子を気持ち良く出してもらう為のフェラチオ講義全5時限 22発残らず飲精 (6月6日、SODクリエイト・青春時代)
- 汚れたま〇こを上書きするために次から次へと中出しを求める女の子 おじさんとお清め中出しセックス (7月11日、SODクリエイト・青春時代)

#### 専属解除後

##### 2019年
- ガンギマリ 媚薬エステサロン 2 アヘ顔潮吹きアクメVIPコース（9月12日、ROCKET）
- 漫画家志望娘 脳イキおもらしSEX 危険日生中出し 天然Gカップ Sさん (9月13日、アポロ/妄想族) ※「Sさん」名義
- 「えっちなオモチャ…買ってくれませんか?」水が滴った巨乳セールスレディの濡れスケ訪問販売 (9月25日、ダスッ!)
- 隣の地味な女子大生は隠れ爆乳の眼鏡腐女子 (9月25日、h.m.p DORAMA)
- 現役ナースが身動き取れない童貞患者を優しくセックス看護! 献身的で優しい騎乗位で童貞筆下ろしSEX! 2（9月27日、DOC）
- 不感制服美少女がオジサンチ●ポに完全敗北する話。 (10月4日、ワンモア)
- フロントホックブラ誘惑3向かいの部屋の巨乳美女をこっそり覗いていると、恥じらいながらもフックを外し、僕を誘惑し始め…理性を失った僕は誘われるがままその豊満なおっぱいをこれでもかと味わい尽くした日の話。 (10月4日、DOC)
- あの日からずっと…。 緊縛調教中出しされる制服美少女 (10月13日、無垢)
- 制服美少女ごっくんアルバイト 3P天国オプション 中年限定デリバリー全身リップ精飲リフレ  (10月19日、MVG)
- 漫画家兼AV女優・野々原なずながおっぱい×デカ尻を責められまくるSEX (10月19日、エンペラー/妄想族)
- SNSのリプライから始まる同性愛（レズビアン）SEX (10月25日、セレブの友)
- J○ノーブラとびっこ散歩!! リモバイの刺激に乳首コリコリ胸ポッチ! 街中で恥じらい本気イキ!? 3（10月25日、DOC）
- 乳神様クラスの美巨乳若妻と童貞くんが狭いお風呂で二人きり!? （10月25日、DOC）
- もうイってるってばぁっ！家事代行サービスで派遣されてきた美人お手伝いさんの弱みに付け込み追撃ピストン強制中出し!2 (11月1日、DOC)
- Mに目醒めた瞬間…逆転の悦び 漫画家とアシスタントレズビアン (11月7日、ビビアン)
- 喉マ●コ中出し 美少女調教イラマチオ (11月8日、REAL)
- キモい官能小説家にペット志願する乳首のキレイな女編集者 7 (11月13日、セレブの友)
- のど射ごっくん涙目鬼イラマチオ! (11月19日、MVG)
- コスプレ×レズビアン 「私と友達になってくれますか?」 (11月19日、レズれ!)
- マシュマロボディの爆乳娘は中年大好きパパ活少女 Hcupなずなちゃん (11月23日、シャーク)
- 仲良し2人が初めて本気で愛し合うレズビアン (11月25日、セレブの友)
- 抱き心地抜群なむっちりロリ巨乳の野々原なずなはおとなしそうに見えてエッチに積極的で絶頂を求めて痴女ってくるギャップに萌える (12月13日、バルタン)
- 感じすぎていっぱいおもらしごめんなさい… 24 (12月13日、セレブの友)
- 新放課後美少女回春リフレクソロジー＋ Vol.029 野々原なずな (12月13日、宇宙企画)
- レンタルレズ彼女 (12月19日、レズれ!)
- 【拡散希望】某SNSサイトにイラストを投稿する成人向け漫画家見習い腐オタ女子が、「私の絵、全然バズらなくて…。誰にも真似できない表現の絵を描きたいからアブノーマル体験してみたいんです…。」と悩んでいたので、Hカップ爆乳と未処理剛毛マ○コを強制開放させて真正露出教えたったw (12月19日、山と空)
- 私は快楽狂いのド淫乱オナニスト 2 (12月25日、セレブの友)

##### 2020年
- ハレンチ指導で泳ぎがぐんぐん上達!!競泳水着巨乳インストラクター (1月17日、BAZOOKA)
- この張り!この質感!!このサイズ!!!神のオッパイを持つ美少女!!!ひと夏の思い出はデカチンとガン突きSEX!!! (4月1日、AV)
- 縛られて、青春。 (4月3日、ドリームチケット)
- 見た目はお嬢様ぽいのに￥で釣って脱がしてみたらいろいろと凄かった件。特にオッパイオッパイとにかく貢いだ元はとったった (4月25日、ホームルーム/妄想族)
- 「そんなに激しく動いたら中に出ちゃうよ!」突然できた巨乳でドストライクな義理の妹がエロ過ぎてついに押し倒してしまったが逆に驚愕の腰使いで何度もイカされてしまった僕 (5月8日、アイエナジー)
- 極マラ悶絶・ぎりぎり交尾 (5月19日、ドグマ)
- 野々原なずなをしゃぶり尽くすベスト948分 (5月25日、セレブの友) ※単体ベスト
- 見た目はお嬢様ぽいのに￥で釣って脱がしてみたらいろいろと凄かった件。特にオッパイオッパイとにかく貢いだ元はとったった（4月20日、ホームルーム/妄想族）

### VR

#### 2019年
- 野々原なずな初VR 病ンデレ妹と変態拘束セックス (3月15日、SODクリエイト)
- （恥ずかしいのですが）オナニーのお手伝いさせて頂きます。むっちりボディで大接近 (4月12日、SODクリエイト)
- 密室ロッカー内VR 近所に住むお姉ちゃんたちがいる学校に忍び込んだボク。先生に見つからないように一緒に隠れた【ロッカーの中】で目前に迫る2人のおっぱいに興奮してしまい…こっそり手コキ!その後教室内で3P!【密着騎乗位】【覆いかぶさり正常位】で連続射精! (5月3日、SODクリエイト)
- 聴覚刺激VR オナニー女子の吐息・耳舐め・愛液音 (5月10日、SODクリエイト)
- HQ超激的高画質 ゴールデンタイムVR1周年記念!新作撮り下ろし3作品超特盛収録SP! (9月10日、ゴールデンタイム)
- むっつり爆乳の文系女子に、たっぷり淫語で痴女られギリギリまで我慢、何度も何度も強制射精。 (9月27日、KMPVR -彩- )
- 現役漫画家野々原なずな 等身大デッサンドールを使ってストレス発散SEX (10月2日、KMPVR)
- 残業のし過ぎで精神崩壊したら超絶可愛い美少女たちが現れてエッチなご奉仕でたっぷり癒してくれた! (10月22日、宇宙企画)
- HQ最大解像度・超精細カメラ撮影 超至近距離で見せ付けてくれるオナサポ女子 (11月15日、CasanovA)
- HQ 劇的超高画質 笑顔が眩しい貧乏劇団員! 成功の為ならカラダも差し出すGカップ巨乳 (12月4日、ブイワンVR)
- 超精細カメラ撮影 完全放置拘束イキ地獄 (12月20日、CasanovA)

2020年
- Hcupの爆乳変態ナースに痴女られちゃった！ 傍に人がいるのに胸チラ見せつけ大胆誘惑…周りにバレないようにこっそり中出しえっちっち♥（4月21日、こあらVR）

### 配信専用作品
- 制服美少女のパパ活SEX (2019年10月25日、ONE TIME)

### イメージビデオ
- Nazuna 野に咲く花の物語 (2019年3月21日、REbecca) ※Blu-ray 同時発売
- PURE NUDE ～インドアガールを連れ出して～ (2019年7月13日、Precious Beauty) ※Blu-ray 同時発売

## 出演

### テレビ
- 魚拓と成瀬のツキとスッポンぽん #293,#294（2020年4月12日,19日、パチ・スロ サイトセブンTV）
- あべみかこのAAですけど何か?（2020年3月1日‐5月2日、エンタ!959）[29]

### ラジオ
- とにかく明るい安村のとにかく丸裸！（2018年12月9日、12月22日、2019年4月20日、文化放送）
- ｢talking free｣ powered by INTEC（2019年7月14日、渋谷クロスFM）

### ウェブテレビ
- バラステ・徳井義実×大橋未歩【バラステ】妄想中毒（2019年2月17日[22][30]、AbemaTV）

### オンライン演劇
- 愛はお金で買えますか？ダブルデート編（2020年11月21日 ‐ 29日、SFIDA ENTERTAINMENT オンラインプロデュース）[31]

### イベント
- ハロウィンの夜お掃除イベント（2018年10月31日、渋谷）反応する「ビン・カンゴミ箱」（声の出演）[32]

## 外部サイト
- 野々原なずな (@nononazu_1108) - X（旧Twitter）(漫画家・日常垢)
- 野々原なずな (@syabanono) - X（旧Twitter）[リンク切れ](コスプレ・写真垢)
- 野々原なずな (@nonohara_nazuna) - Instagram
- ののなず‐note